# بوگالوسا (لوئیزیانا)
بوگالوسا (به انگلیسی: Bogalusa) شهری در ایالت لوئیزیانا کشور ایالات متحده آمریکا است که جمعیت آن در سرشماری سال ۲۰۱۰ میلادی، ۱۲٬۲۳۲ نفر بوده‌است.